# Gento
Pour l’article homonyme, voir Francisco Gento.
 (décembre 2018).
Si vous disposez d'ouvrages ou d'articles de référence ou si vous connaissez des sites web de qualité traitant du thème abordé ici, merci de compléter l'article en donnant les références utiles à sa vérifiabilité et en les liant à la section « Notes et références ».
Gento, né en 425, en Espagne, et mort en 477, en Afrique du Nord, est le fils de Genséric roi des Vandales et des Alains d'Afrique. Il est aussi le père des rois Gunthamund et Thrasamund.

## Biographie
Membre de la famille royale vandale des Hasdings, il est le frère du roi Hunéric et du prince Théudric. Il s'est marié à Eurica, une princesse Gothe[réf. nécessaire].
Amiral de la flotte vandale, il est le vainqueur du grand combat naval de 468, où il anéantit la flotte Byzantine, commandé par le légat Basiliscus, frère de Vérine. Cette invasion est l’une des plus grandes entreprises militaires enregistrée dans les annales de l’histoire. C’est une opération amphibie qui comporte le déplacement de plus de dix mille navires et cent mille soldats. Le but de l’opération est la punition du roi vandale Genséric pour le sac de Rome de 455.
Le plan est discuté entre l’empereur d’orient Léon, l’empereur d’Occident Anthémius et le général Marcellinus qui jouit d’une relative indépendance en Illyricum. Il est ordonné à Basiliscus de voguer directement sur Carthage pendant que Marcellinus attaque la Sardaigne et qu’une troisième armée, commandée par Héraclius d'Édesse, débarque sur les côtes libyennes à l’est de Carthage, faisant de rapides progrès. Il semble que les forces combinées se rencontrent en Sicile, d’où les trois flottes sont parties à différentes périodes.
La Sardaigne et la Libye sont déjà conquises par Marcellinus et Héraclius quand Basiliscus jette l’ancre près du Promontorium Mercurii, maintenant le Cap Bon, en face de la Sicile, à une soixantaine de kilomètres de Carthage. Genséric demande à Basiliscus cinq jours pour produire les conditions d’une paix. Pendant les négociations, Genséric rassemble ses navires et attaque soudainement la flotte romaine. Les Vandales ont rempli bon nombre de vaisseaux avec des matériaux combustibles et, durant la nuit, ces embarcations transformées en brûlots sont lancées contre la flotte romaine qui ne se méfiait pas. Les commandants romains tentent de sauver quelques navires de la destruction, mais leurs manœuvres sont empêchées par l’attaque d’autres navires vandales.
Au cœur de la bataille, Basiliscus prend la fuite. Son lieutenant, Joannes, submergé par les Vandales, refuse le pardon que Genson, lui promet, passe par-dessus bord avec son armure et meurt noyé. La moitié de la flotte romaine est brûlée, coulée ou capturée, et l’autre moitié s’enfuit avec Basiliscus. Toute l’expédition est un échec. Héraclius fait retraite à travers le désert vers la Tripolitaine, tenant la position pendant deux ans avant d’être rappelé. Marcellinus se retire en Sicile, où il est rejoint par Basiliscus. Le général est cependant assassiné, peut-être à l’instigation de Ricimer, par un de ses propres capitaines.
Après son retour à Constantinople, Basiliscus se cache dans l’église Sainte-Sophie pour échapper à la colère du peuple et la vengeance de l’empereur. Par la médiation de Vérine, sa sœur, Basiliscus obtient le pardon impérial et est simplement puni de bannissement à Heraclea Sintica en Thrace.
Le prince Gento, sort auréolé de cet immense succès.